# Sclerolaena walkeri
Sclerolaena walkeri là loài thực vật có hoa thuộc họ Dền. Loài này được (C. White) A.J. Scott miêu tả khoa học đầu tiên năm 1978.